# Gilbert Stuart

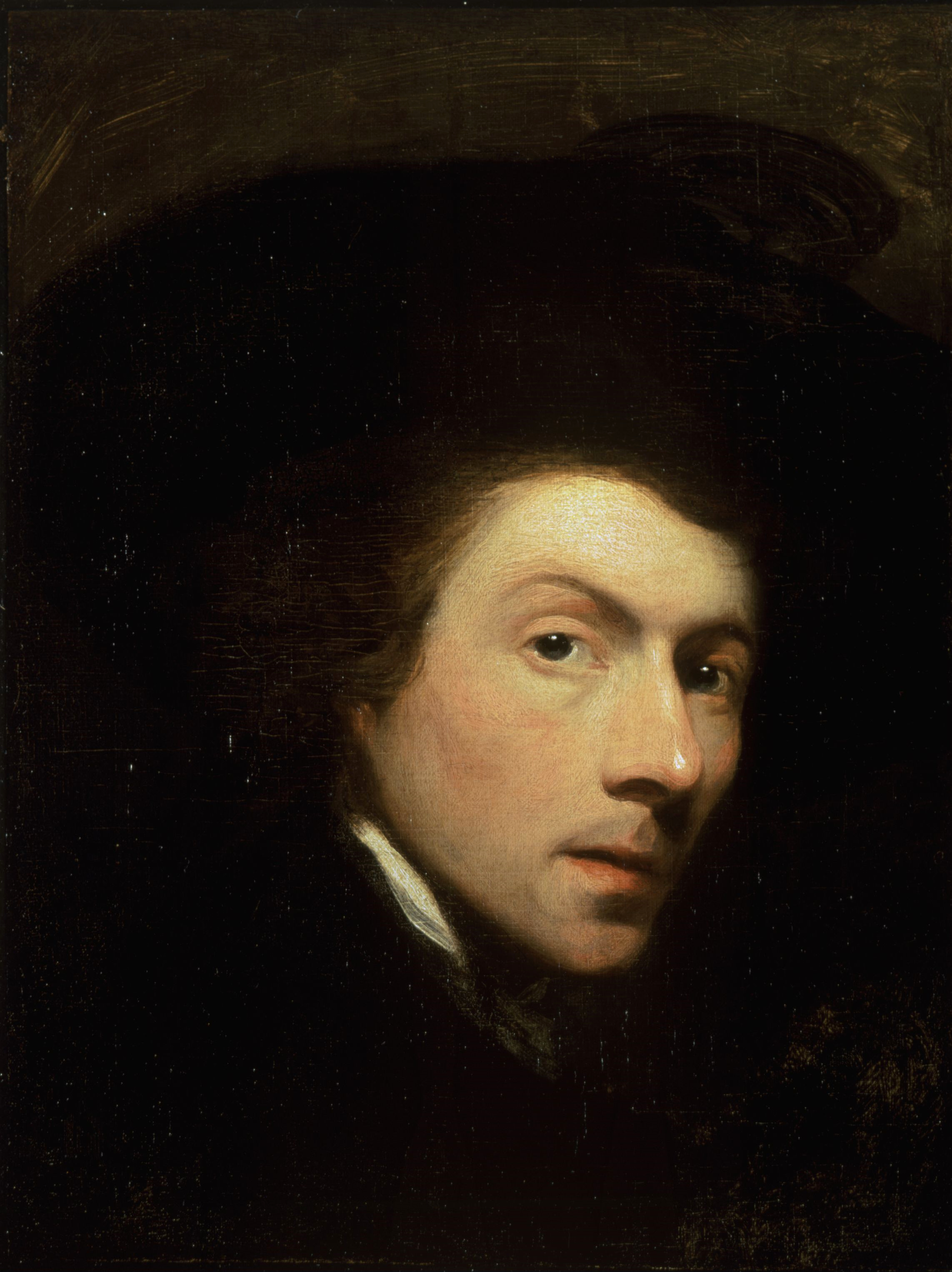
Selbstporträt (um 1778)

Gilbert Charles Stuart (* 3. Dezember 1755 als Stewart in North Kingstown, Colony of Rhode Island and Providence Plantations; † 9. Juli 1828 in Boston, Massachusetts) war ein amerikanischer Maler. Er gilt als der bedeutendste frühe amerikanische Porträtmaler.

## Leben
Er wuchs in Newport, Rhode Island, auf und nahm zunächst Unterricht bei dem schottischen Maler Cosmo Alexander (1724–1772). Mit ihm zusammen ging er 1771 nach Schottland, um seine Ausbildung zu beenden. Sein Lehrer starb im Folgejahr in Edinburgh. Nachdem Stuart erfolglos versucht hatte, von der Malerei zu leben, ging er 1773 zurück nach Newport.
Bedingt durch den Amerikanischen Unabhängigkeitskrieg und die damit verbundenen gesellschaftlichen Umwälzungen schwanden jedoch schon bald Stuarts Möglichkeiten, in Amerika als Porträtmaler arbeiten zu können, und er folgte dem Beispiel von John Singleton Copley und ging 1775 nach England. In London wurde er die nächsten sechs Jahre Schüler des Malers und damaligen Direktors der Royal Academy of Arts, Benjamin West. Bereits 1777 konnte Stuart erstmals in der Royal Academy seine Gemälde ausstellen. Der Erfolg stellte sich 1782 mit dem Porträt des William Grant The Skater ein. Stuart erzielte fortan für seine Bilder Preise, die nur von Malern wie Joshua Reynolds und Thomas Gainsborough übertroffen wurden. Trotz vieler Aufträge hatte Stuart jedoch ständig Geldprobleme und musste 1787 vor seinen Schuldnern nach Irland fliehen. In Dublin setzte er seine Maltätigkeit fort, häufte jedoch mit der Zeit wieder Schulden an, worauf er 1793 nach Amerika zurückging.
Nachdem er sich zunächst in New York niederließ, gründete Stuart 1795 ein Atelier in Philadelphia. Hier begründete sich sein Ruhm als Porträtist bedeutender Amerikaner seiner Zeit. Er malte eine Reihe von Bildern George Washingtons, die er dann in Serie kopierte, um den steigenden Bedarf zu decken. Dies sicherte ihm für Jahre sein finanzielles Auskommen. Das bekannteste Bild dieser Serie ist der so genannte Athenaeum Head, der heute auf der 1-Dollar-Note zu sehen ist; ebenfalls bekannt ist das sogenannte Lansdowne Portrait. Ein lebensgroßes Porträt von Washington hängt heute im East Office des Weißen Hauses. Als die britischen Truppen 1812 Washington, D.C. niederbrannten, war es Dolley Madison, die das Bild rettete.
1803 eröffnete Gilbert Stuart ein Atelier in Washington und ging 1805 nach Boston. Bis zum Ende seiner Karriere malte Stuart über Tausend Persönlichkeiten der noch jungen amerikanischen Geschichte, darunter die ersten sechs amerikanischen Präsidenten. Er wurde für seine lebensnahen und natürlichen Porträts gerühmt und für seine Geselligkeit geschätzt. John Adams merkte dazu an: „Normalerweise ist es eine Qual, sich malen zu lassen. Man muss in einer zwanghaften und unnatürlichen Position verharren und die Geduld wird auf die Probe gestellt. Für Stuart aber könnte ich vom 1. Januar bis Ende Dezember Modell sitzen: Ich kann tun und lassen was ich will und habe eine gute Unterhaltung.“ Stuart arbeitete ohne Vorzeichnungen und malte direkt auf die Leinwand.
1824 hatte Stuart einen Schlaganfall. Obwohl er teilweise gelähmt war und zudem an der Gicht litt, arbeitete er weiter als Maler. Er gehörte 1827 zu den ersten Ehrenmitgliedern (Honorary NA), die von der gerade erst gegründeten National Academy of Design gewählt wurden. Im Alter von 72 Jahren starb er in Boston und wurde auf dem Old South Burial Ground bestattet.

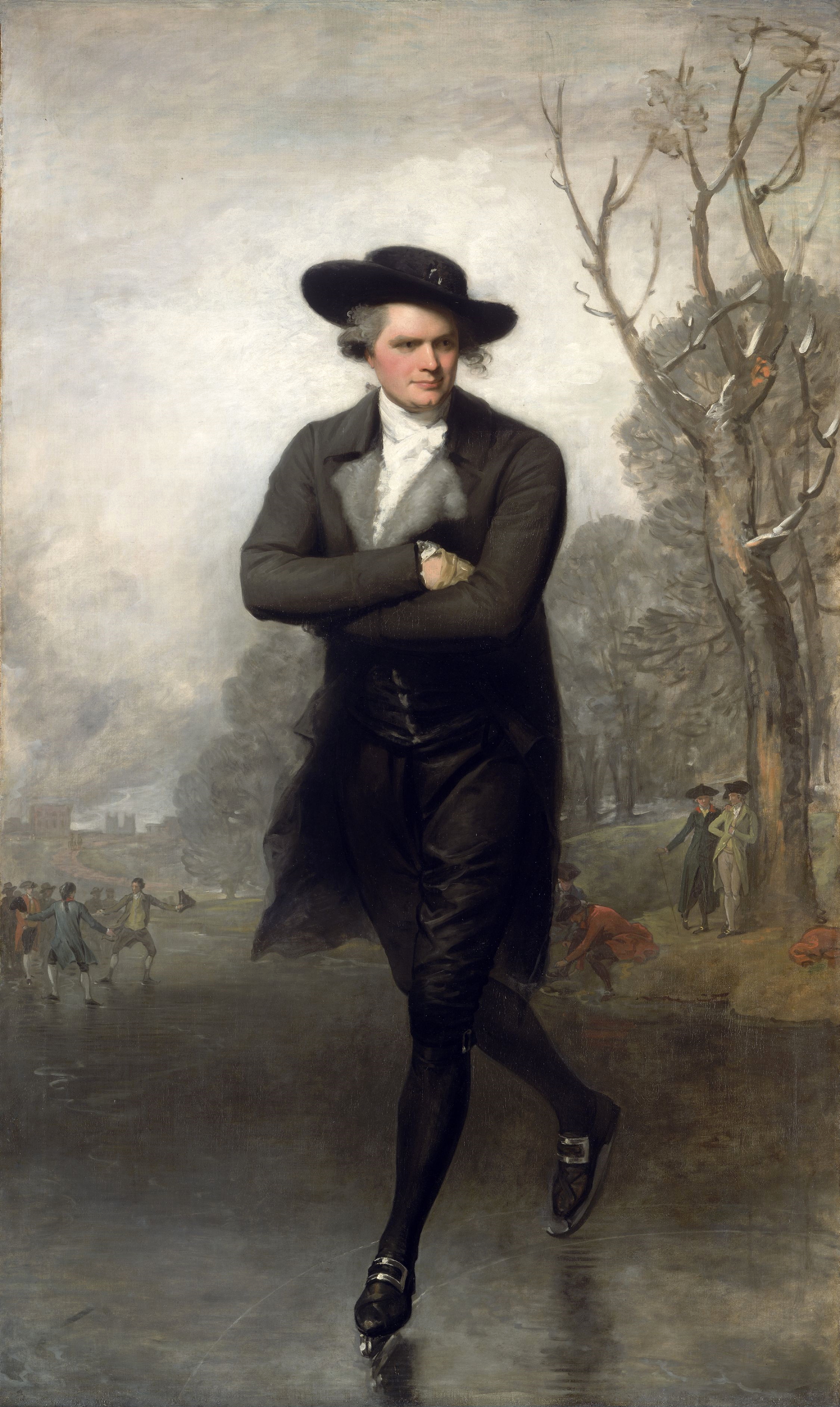
The Skater
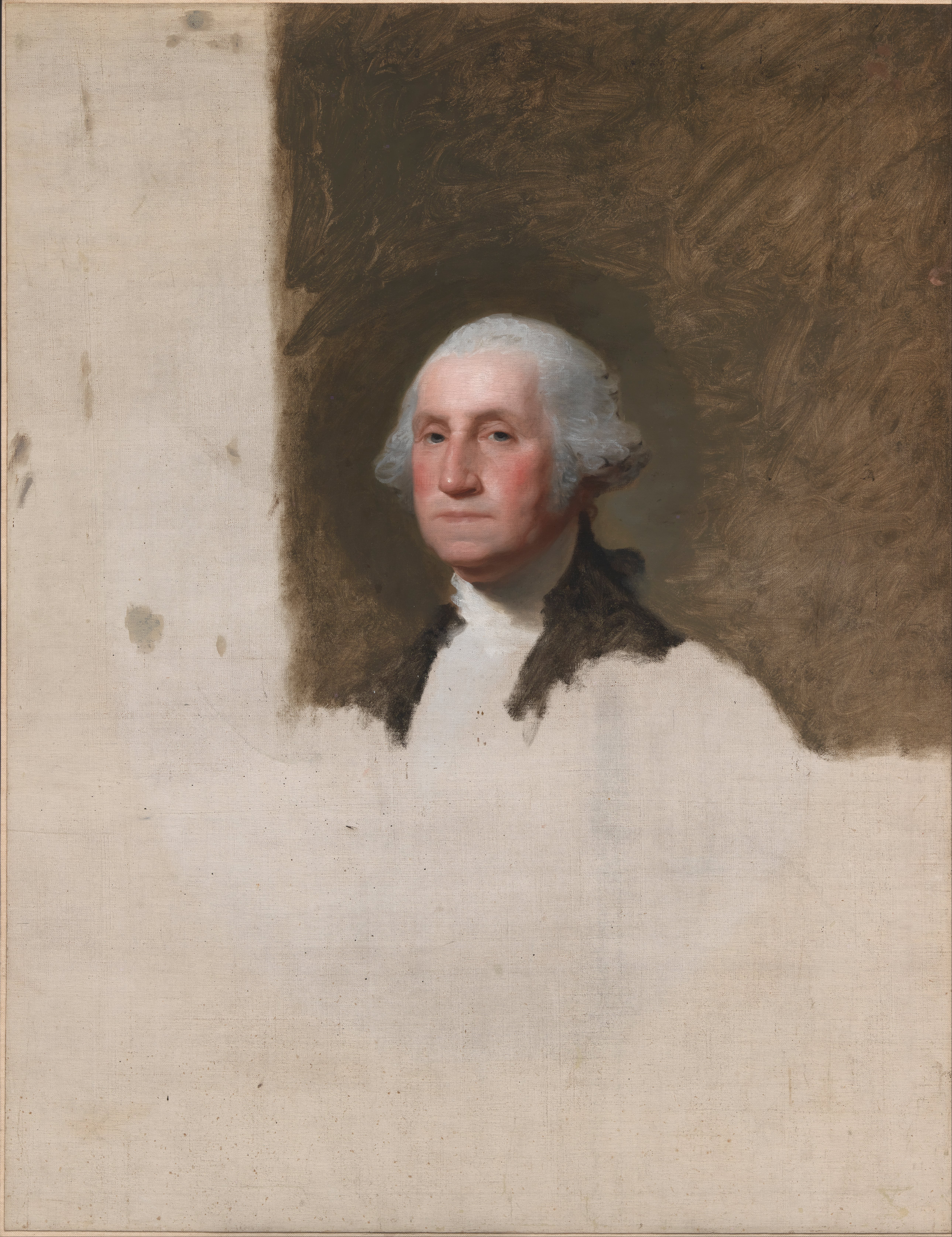
George Washington – Athenaeum Head
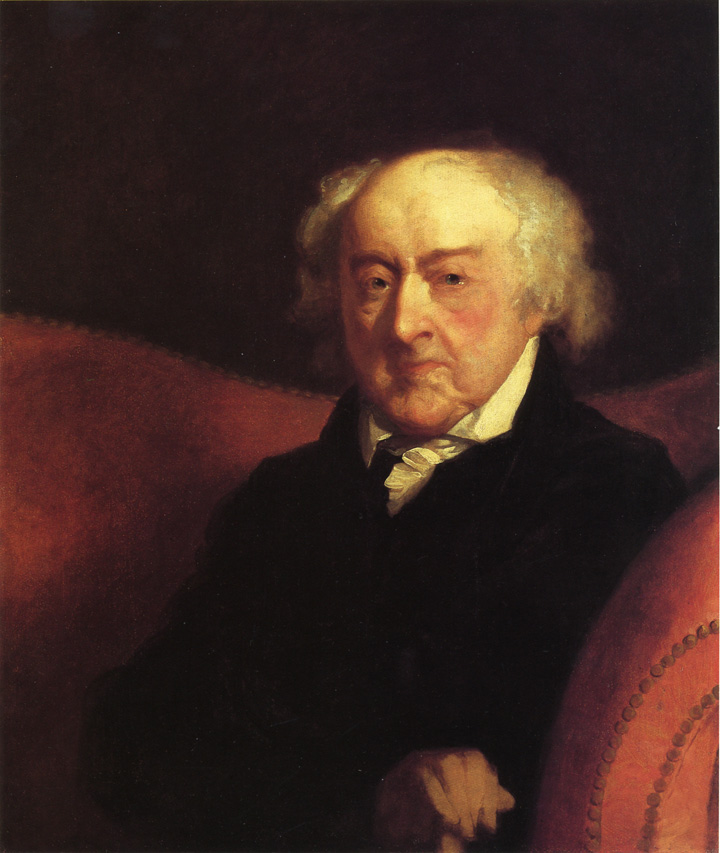
John Adams
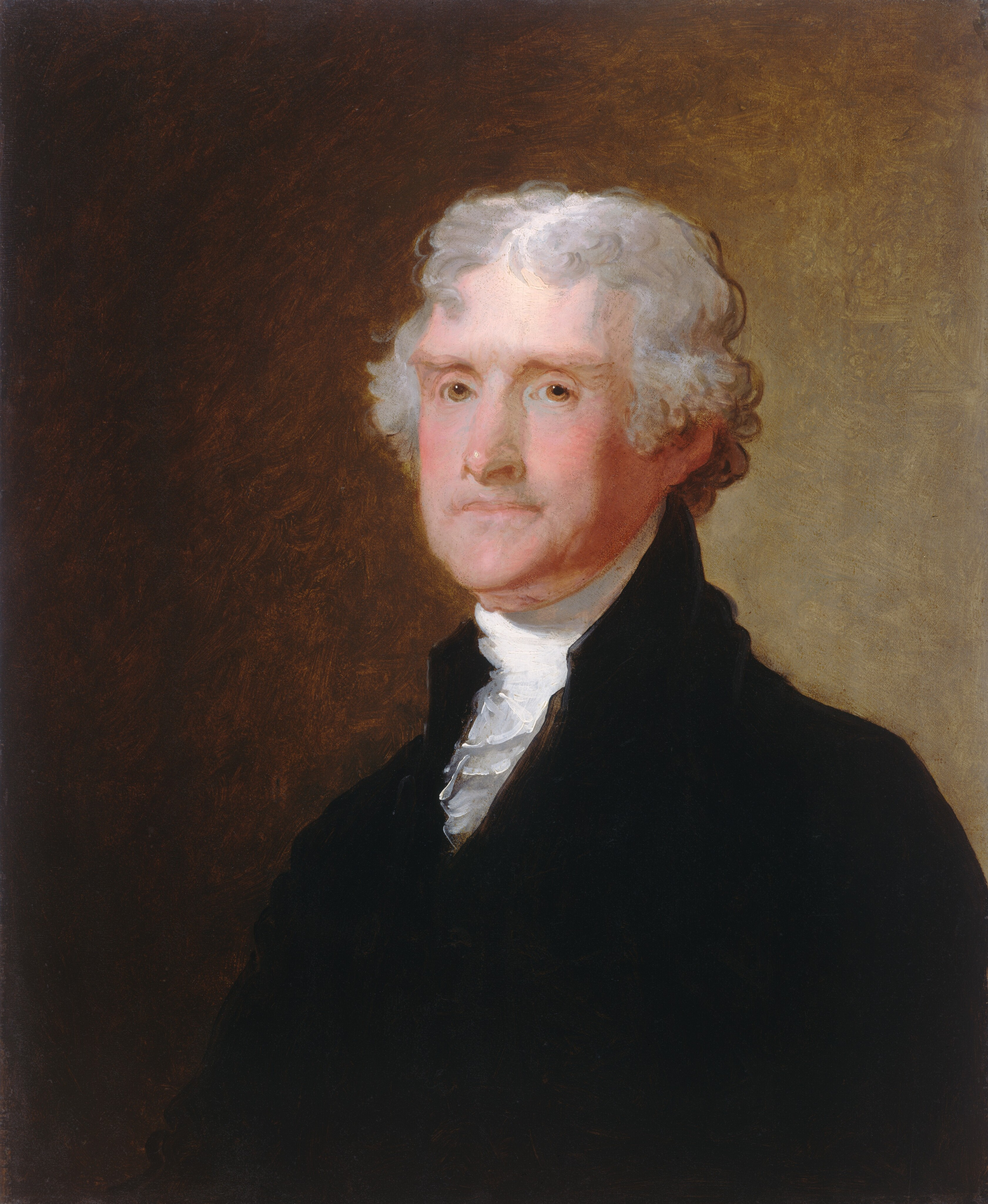
Thomas Jefferson
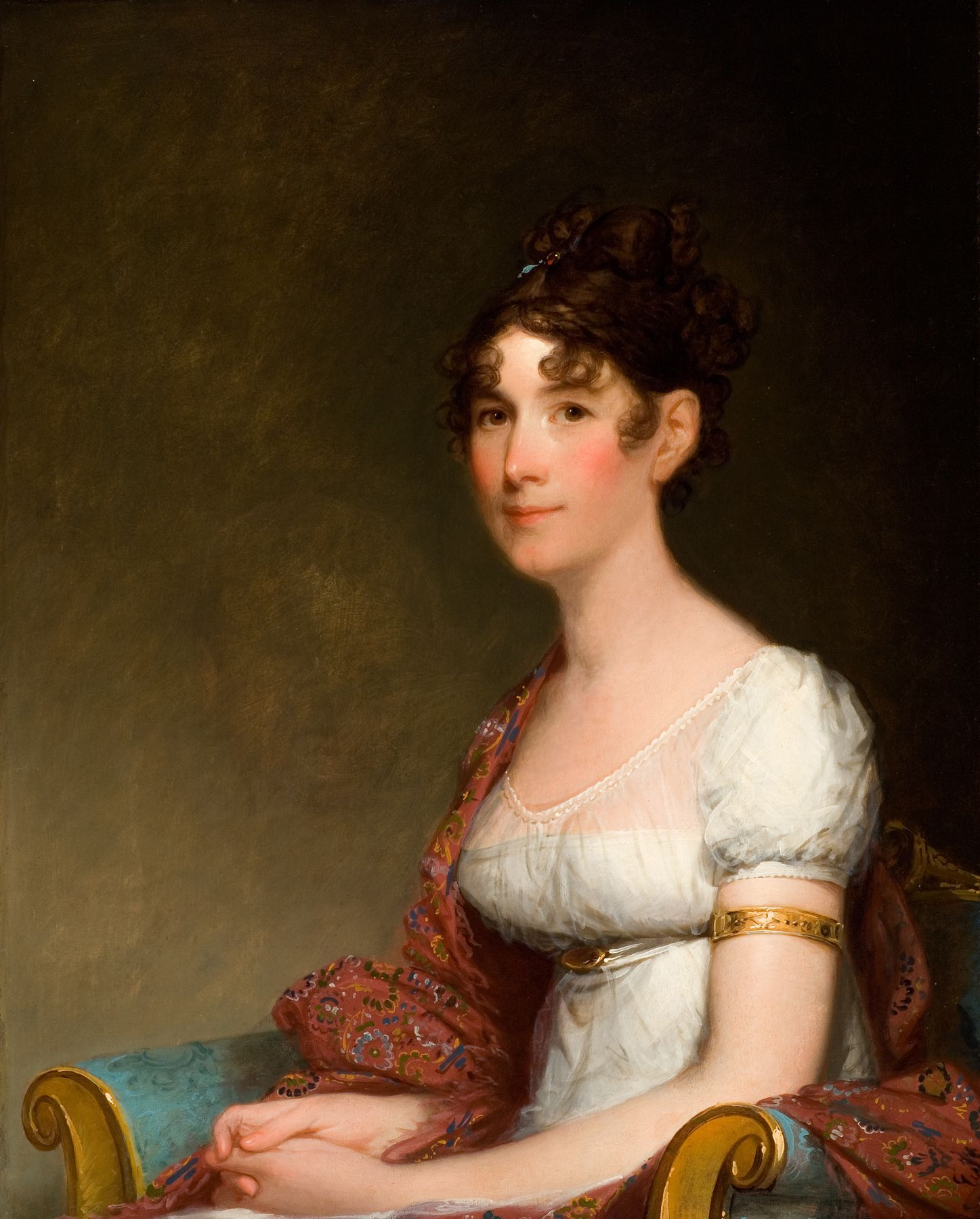
Mrs Harrison Gray Otis
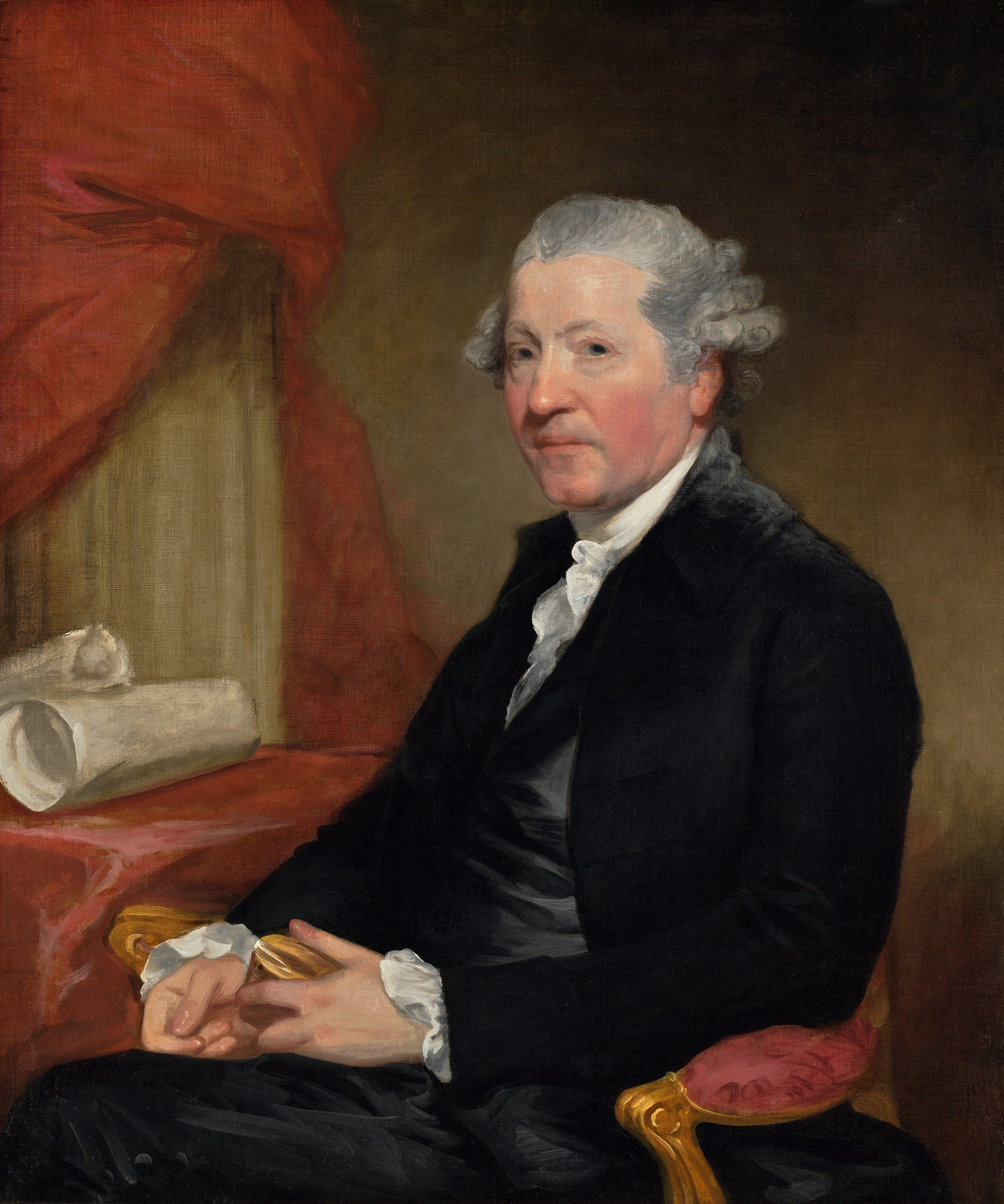
Joshua Reynolds
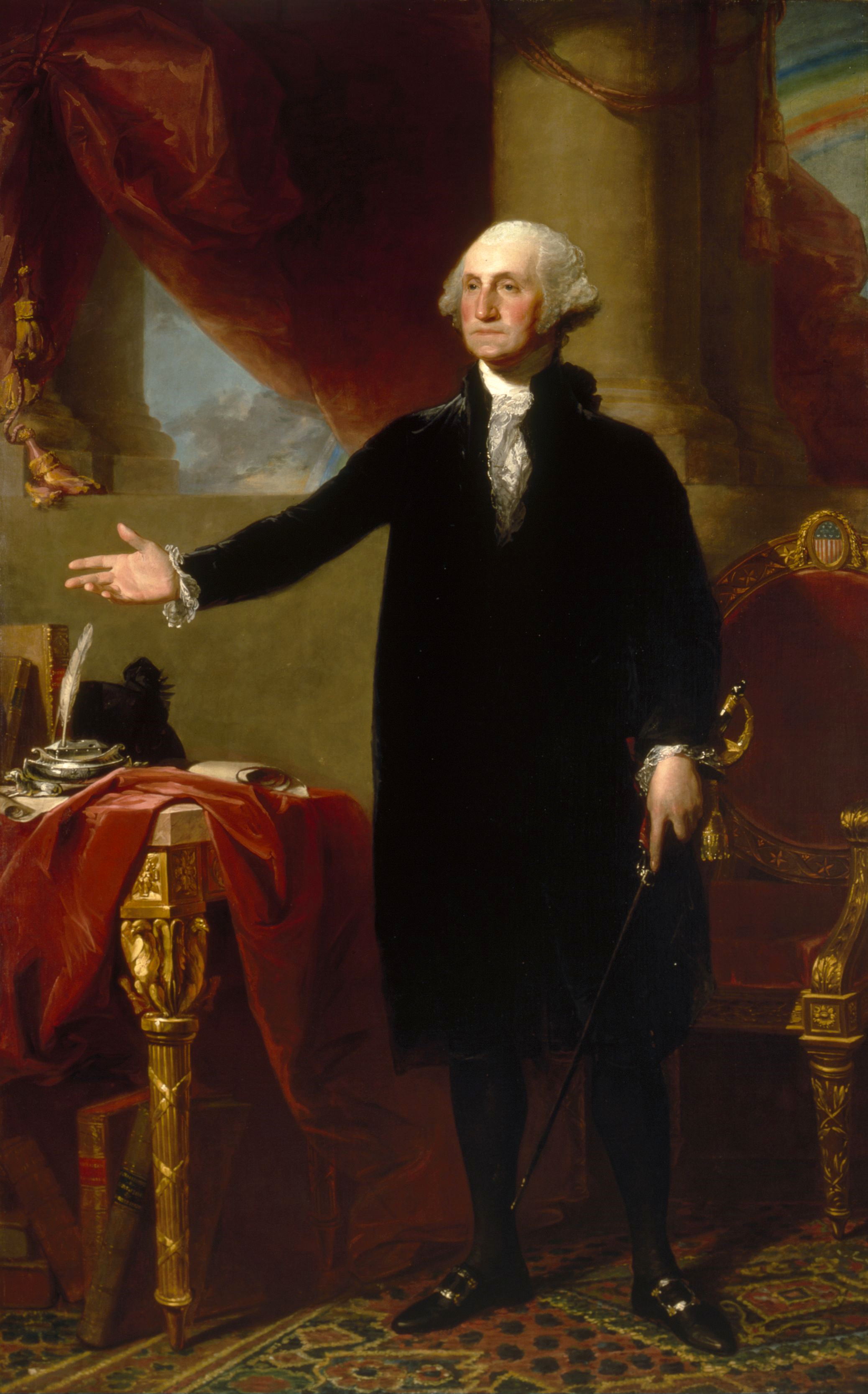
George Washington – Lansdowne Portrait
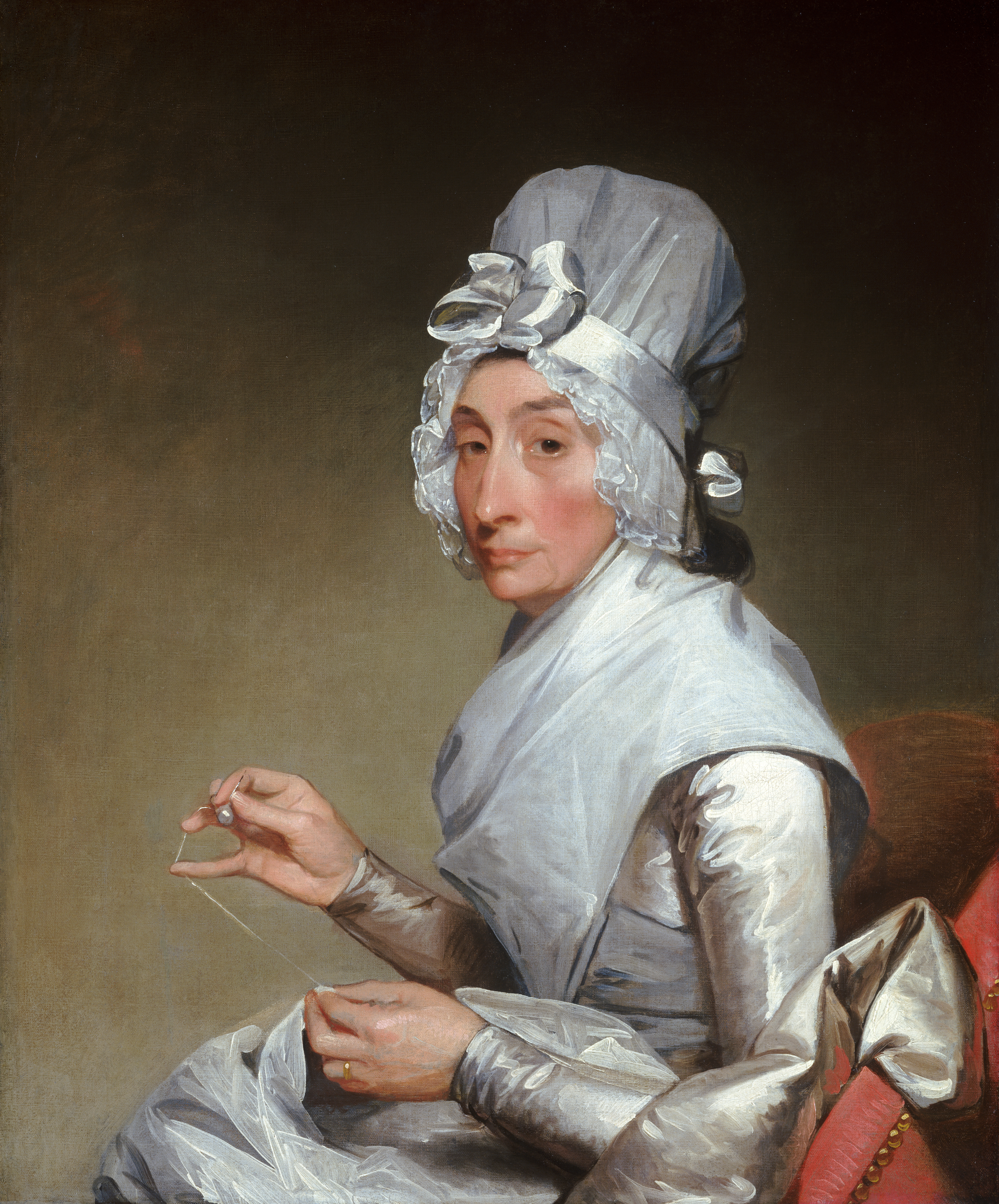
Mrs Richard Yates